# Cannabinol
Cannabinol eller CBN er et cannabinoid, der ikke findes i den levende cannabisplante, men først dannes når planten er død, hvor der sker en oxidation af tetrahydrocannabinol (THC).
Ligesom CBD har CBN ingen psykoaktiv effekt, og Cannabis-prøver med et højt indhold af CBN har ofte en bedøvende påvirkning. Det højeste CBN-indhold måles normalt i cannabis, der har stået for længere tid. I almindelighed finder man ikke mere end 1% CBN i Cannabis.

CBN er relativt nyt indenfor Cannabis-forskning og har endnu ikke de samme udbredte anvendelsesmuligheder som CBD. Forskere undersøger dog, om CBN er i stand til at hjælpe med ved behandling af søvnlidelser, infektioner og inflammatoriske sygdomme. Det er endnu for tidligt at sige, men det ser ud til, at CBN har et stort potentiale inden for medicinsk cannabis.